# Шемякин, Михаил Петрович
Михаил Петрович Шемякин (11 ноября 1908 — 14 апреля 1977) — гвардии полковник, командир 8-й мотострелковой Бобруйской Краснознаменной ордена Суворова и Кутузова бригады. Отец художника и скульптора Михаила Шемякина.

## Биография

### Ранние годы
Родился в 1908 году во Владикавказе в семье кабардинского рода Кардановых. В раннем детстве остался сиротой и был усыновлен русским офицером царской армии Петром Шемякиным, который дал ему свою фамилию и имя Михаил, взамен данного при рождении — Мухаммед. Приёмный отец, Пётр Шемякин, став офицером Белой гвардии, пропал в Гражданскую войну.
Юный Михаил оказался[прояснить] в Москве. На Хитровом рынке его подобрал «красный казак» П. А. Пилипенко. Он определил Михаила «сыном» кавалерийского полка. В 1917-1918-м он был воспитанником 21-го Московского сводного полка конных разведчиков. С 1919 года — на полях Гражданской войны. С 1920 года служил под командованием Георгия Жукова. В 13 лет дважды был представлен к награждению орденом Красного Знамени и в 1921 году получил первый из своих орденов.
После Гражданской войны продолжил военную службу, став кадровым офицером.
В 1938 году награждён медалью «20 лет РККА».

### Великая Отечественная война
На фронтах Великой Отечественной войны с июля 1941 года.
Приказом по Западному фронту № 289 от 14 ноября 1941 года командир 1-го особого кавалерийского полка 3-й гвардейской кавалерийской дивизии майор М. П. Шемякин награждён орденом Красного Знамени.
Приказом ВС Западного фронта № 1175 от 30 октября 1942 года командир 10-го гвардейского кавалерийского полка 3-й гвардейской кавалерийской дивизии гвардии подполковник М. П. Шемякин награждён орденом Красной Звезды за то, что с 8 по 12 августа 1942 года 10-й кавполк, ведя наступательные бои, захватил 2 населенных пункта, перерезал дорогу по которой производилась доставка вражеских солдат и боеприпасов в район Карманово, и отбивая контратаки противника, уничтожил 9 немецких средних танков, 1 самолёт Ю-88, 4 станковых пулемёта, до 600 солдат и 20 офицеров противника, и захватил 70 винтовок и военное снаряжение.
Указом Президиума ВС СССР от 29 июля 1944 года гвардии полковник М. П. Шемякин награждён орденом Отечественной войны 1-й степени.
Указом Президиума ВС СССР от 3 ноября 1944 года награждён орденом Красного Знамени за выслугу лет.
С 29 ноября 1944 по 10 июня 1945 года — командир 8-й мотострелковой Бобруйской Краснознаменной ордена Суворова и Кутузова бригады 9-го Берлинско-Бобруйского Краснознаменного Танкового корпуса.
Приказом ВС 1-го Белорусского фронта № 468/н от 17 февраля 1945 года награждён орденом Красного Знамени за овладением города Радом во взаимодействии с 23-й ТБр; за то, что действуя в подвижном передовом отряде корпуса, его бригада выйдя к реке Варта, переправилась через неё по льду и ворвалась в город Став, при этом уничтожив до 10 орудий противника, 5 бронетранспортеров, 150 автомашин, 100 повозок и до 500 солдат и офицеров противника; за овладение юго-восточной и восточной окраиной города Калиш и дальнейшее взятие города силами бригады 23 января 1945 года, уничтожив большое количество сил противника.
Приказом ВС 1-го Белорусского фронта № 629/н от 8 июня 1945 года награждён орденом Красного Знамени за умелое руководство бригадой, выразившееся в прорыве укреплённой обороны в районе Гросс-Нойендорф-Кинитц, прохождение с боями 80 км за 6 дней и началом ожесточенных боевых действий 22 апреля 1945 года в пригородах Берлина.

### После войны
После войны был комендантом Кёнигсберга. Проходил службу в Центральной группе войск в ГДР. Был комендантом многих восточно-германских городов. Позднее стал преподавателем Академии им. М. В. Фрунзе.
В 1957 году ушёл в запас.
За выслугу лет награждён орденом Ленина и шестым орденом Красного Знамени.
Указом Президиума Верховного Совета СССР от 28 октября 1967 года за участие в Гражданской войне награждён орденом Красной Звезды.
После отставки поселился в Краснодаре, где и жил до своей смерти 14 апреля 1977 года.

## Семья
Жена (c 1942) — актриса Юлия Предтеченская (1916—1999). После знакомства с Михаилом ушла с ним на фронт. В 1945 семья осела на окраине Кёнигсберга, и там прошла часть детства их сына — будущего художника и скульптора Михаила Михайловича Шемякина (1943 г.р.). До 1957 года семья проживала в местах службы отца художника, в основном на территории Восточной Германии. Сестра жены М. П. Шемякина вспоминает:

Во время войны мы — мама, сестра Лариса и я — оказались в эвакуации в Свердловске. В июле 1943-го Мишин отец — полковник Михаил Петрович Шемякин, за которым была замужем наша с Ларкой старшая сестра Юля, организовал нам переезд в Москву. К тому времени отчаянного кавалериста Михаила Петровича (мы называли его дядей Мишей) отозвали с фронта, определили на учёбу в Академию Генерального штаба. Ему предоставили в Дурновском переулке в огромной коммуналке комнату метров сорок. В квартире было ещё 19 комнат. Помню, как мы долго шли по коридору, — Шемякины жили в самом конце…
В начале 1945 года, когда ещё не кончилась война, дядя Миша помог нам перебраться в родной Ленинград. Его отправляли на фронт — брать Берлин, а Юля не хотела оставаться в Москве. И мы вернулись на улицу Большая Зеленина. Голые стены, полуразобранный паркет, дырка в небо — пятый, последний этаж. Из мебели — одна табуретка…
После взятия Берлина Шемякина направили комендантом Кёнигсберга, выделили ему особняк на окраине города, богатый, полный скарба. Большой фруктовый сад. Я, Лариса и мама на лето перебирались туда, жили одной семьёй.
Потом для полковника Шемякина настали не лучшие времена. Он в Гражданскую войну служил под командованием Георгия Константиновича Жукова. Однажды даже вынес будущего маршала Победы с поля боя. И верен ему оставался всю жизнь. За что и поплатился. Навестил в конце 50-х опального маршала… После увольнения Михаила Петровича из армии они с Юлей какое-то время жили вместе с нами на Зеленина в 9-метровой комнате. На Зеленина мы с Мишенькой подружились. Мальчик он уже был большой. При всей моей занятости я находила время его выслушать. Перед сном мы шептались — он мне рассказывал свои мальчишечьи похождения.

Вскоре Шемякину предложили две шикарные комнаты в коммунальной квартире на Загородном проспекте. Там Миша и жил до самой эмиграции. А Шемякин-старший с женой развёлся и уехал в Краснодар.

## Награды
Награждён орденом Ленина, шестью орденами Красного Знамени, орденом Отечественной войны 1 степени, двумя орденами Красной Звезды, медалью «За оборону Москвы», медалью «За победу над Германией в Великой Отечественной войне 1941—1945 г.» и другие.

## Память
Маршал Георгий Жуков ценил Михаила Петровича, надпись на памятном фото гласит: «Михаилу Петровичу Шемякину на память о совместной борьбе с врагом Родины в годы Гражданской и Отечественной войны. Георгий Жуков».
Бюст М. П. Шемякина был впервые представлен широкой публике в экспозиции выставки «Герои Отечества», открытие которой произошло ко Дню Героев Отечества (9 декабря 2015 года) в Музее военной истории РВИО в Лаврушинском переулке."Я рад, что бюст моего отца, который я сделал для себя много лет назад, займет достойное место в экспозиции. Сегодня это особенно важно, когда пытаются переписать историю, занизить решающую роль Советской армии в победе над Гитлером. Воспитание молодежи и восстановление исторической правды — на сегодняшний день одна из важнейших задач. Музей — одна из важных вех в сохранении истории, поэтому я всеми своими силами буду стараться поддерживать это благородное начинание", — подчеркнул скульптор.
Мемориальную доску в честь М. П. Шемякина торжественно открыли 13 ноября 2018 года в Краснодаре. Памятный знак установлен на фасаде дома № 203 по ул. Коммунаров, где он жил вплоть до своей смерти в 1977 году.

## Упоминание в литературе
Молодого Шемякина выпустили из психиатрической клиники. Миша шёл домой и повстречал вдруг собственного отца. Отец и мать его были в разводе. Полковник в отставке спрашивает:

— Откуда ты, сын, и куда?

— Домой, — отвечает Миша, — из психиатрической клиники.

Полковник сказал:

— Молодец!

И добавил:

— Где только мы, Шемякины, не побывали! И в бою, и в пиру, и в сумасшедшем доме!— С. Довлатов «Соло на Ундервуде»